# Christian Klien
Christian Klien (Hohenems, 7 februari 1983) is een Oostenrijkse Formule 1-coureur.
Op 13-jarige leeftijd begon Klien zijn loopbaan in de Zwitserse kartsport. 3 jaar later stapte hij over naar een andere klasse, BMW ADAC Junior kampioenschap en eindigde in dat jaar meteen als 4e. Een jaar later kwam hij terecht in de "grote" klasse waar hij het jaar als 10e afsloot en in 2001 werd hij uiteindelijk 3e met 5 gewonnen races.
In 2002 kwam Klien terecht in het Duitse Formule Renault-kampioenschap. In dat laatste kampioenschap eindigde hij als vijfde, terwijl hij in zijn thuisland de titel wist te behalen. In 2003 werd hij 2de in de Formule 3 Euroseries en ook in dat jaar wist hij de Marlboro Masters F3-race in Zandvoort te winnen.
Klien had inmiddels een indrukwekkende CV en maakte in 2004 zijn debuut in de Formule 1. Hij werd bij Jaguar tweede rijder naast Mark Webber. Ook in 2005 was hij te zien in de Formule 1, maar dan naast David Coulthard. Jaguar was inmiddels verdwenen en maakte plaats voor Red Bull Racing. Dat jaar moest hij zijn stoeltje delen met de Italiaan Vitantonio Liuzzi.
In 2006 kreeg hij de voorkeur boven de Italiaan en was net als het jaar ervoor tweede rijder naast Coulthard. Toch moest Klien in september 2006 plaatsmaken voor de Nederlander Robert Doornbos. Die reed de laatste drie races van het seizoen. Klien kreeg van Red Bull de kans om te gaan rijden in de Amerikaanse Champ Car maar wilde Formule 1 blijven rijden. Hij werd door Red Bull Racing bedankt voor bewezen diensten en uit het team gezet.
In seizoen 2007 was hij testrijder bij het Formule 1 team van Honda, totdat hij bij Spyker ging testen om daar eventueel Christian Albers te vervangen. Uiteindelijk werd niet Klien zijn vervanger maar Sakon Yamamoto die het seizoen bij het team van Spyker mocht afmaken. Tegen het einde van seizoen 2007 mocht Klien testen voor de opvolger van Spyker namelijk Force India F1 team.
In 2008 werd Klien eerste test- en reserverijder bij het team van BMW Sauber en reed hij voor Peugeot de 24 uur van Le Mans. In 2009 bleef dit hetzelfde. Nadat BMW zich terugtrok uit de Formule 1 hield het BMW Sauber Team op met bestaan. Klien moest dus ander werk gaan zoeken in de Formule 1. Ondertussen bleef hij wel gewoon bij het team van Peugeot rijden in de Le Mans Series. Er gingen in de winter van '09-'10 veel geruchten over Klien, maar uiteindelijk werd op 4 mei bekend dat hij had getekend bij de Spaanse debutant HRT. Bij de Grand Prix van Singapore maakte Klien zijn comeback in Formule 1. Dat seizoen reed hij 3 races, waarvan hij er 2 finishte.

## Loopbaan
1996: Zwitsers kartingkampioen, mini-klasse
1997: 5de in het Zwitserse kartingkampioenschap
1999: 4de in het Formule BMW ADAC Junior-kampioenschap
2000: 10e in het Formule BMW ADAC-kampioenschap
2001: 3de in Formule BMW ADAC-kampioenschap
2002: Duits Formule Renault-kampioen, 5e in de Renault Eurocup
2003: 2de in de Formule 3 Euroseries, Winnaar Marlboro Masters Zandvoort
2004: 16de in het Formule 1 Wereldkampioenschap (Jaguar Racing)
2005: 15de in het Formule 1 Wereldkampioenschap (Red Bull Racing)
2006: Deelname aan 15 races om het Formule 1 Wereldkampioenschap (Red Bull Racing)
2007: Test- en reserverijder van het team van Honda, coureur bij Spyker
2008: Test- en reserverijder bij BMW Sauber
2009: Test- en reserverijder bij BMW Sauber
2010: Test- en reserverijder bij HRT

## Formule 1-carrière
| Jaar/Jaren    | Team     |
| ------------- | -------- |
| 2004          | Jaguar   |
| 2005 t/m 2006 | Red Bull |
| 2010          | HRT      |

|                       | 2004 | 2005 | 2006 | 2010 | Totaal |
| --------------------- | ---- | ---- | ---- | ---- | ------ |
| Aantal races          | 18   | 15   | 15   | 3    | 51     |
| Aantal zeges          |      |      |      |      |        |
| Aantal pole-positions |      |      |      |      |        |
| Aantal snelste ronden |      |      |      |      |        |
| Aantal podiumplaatsen |      |      |      |      |        |
| Aantal WK-punten      | 3    | 9    | 2    | 0    | 14     |
| Aantal Wereldtitels   |      |      |      |      |        |

### Totale Formule 1-resultaten
| Seizoen | Inschrijving            | Chassis       | Motor                   | 1      | 2      | 3       | 4      | 5      | 6      | 7      | 8      | 9       | 10     | 11     | 12     | 13     | 14     | 15     | 16     | 17     | 18     | 19     | Pos | Punten |
| ------- | ----------------------- | ------------- | ----------------------- | ------ | ------ | ------- | ------ | ------ | ------ | ------ | ------ | ------- | ------ | ------ | ------ | ------ | ------ | ------ | ------ | ------ | ------ | ------ | --- | ------ |
| 2004    | Jaguar Racing           | Jaguar R5     | Cosworth CR-6 3.0 V10   | AUS 11 | MAL 10 | BHR 14  | SMR 14 | ESP NF | MON NF | EUR 12 | CAN 9  | USA NF  | FRA 11 | GBR 14 | GER 10 | HUN 13 | BEL 6  | ITA 13 |        | JPN 12 | CHN 14 |        | 16  | 3      |
| 2004    | Jaguar Racing           | Jaguar R5B    | Cosworth CR-6 3.0 V10   |        |        |         |        |        |        |        |        |         |        |        |        |        |        |        | BRA NF |        |        |        | 16  | 3      |
| 2005    | Red Bull Racing         | Red Bull RB1  | Cosworth TJ2005 3.0 V10 | AUS 7  | MAL 8  | BHR DNS | SMR TC | ESP TC | MON TC | EUR TC | CAN 8  | USA DNS | FRA NF | GBR 15 | GER 9  | HUN NF | TUR 8  | ITA 13 | BEL 9  | BRA 9  | JPN 9  | CHN 5  | 15  | 9      |
| 2006    | Red Bull Racing         | Red Bull RB2  | Ferrari 056 2.4 V8      | BHR 8  | MAL NF | AUS NF  | SMR NF | EUR NF | ESP 13 | MON NF | GBR 14 | CAN 11  | USA NF | FRA 12 | GER 8  | HUN NF | TUR 11 | ITA 11 | CHN    | JPN    | BRA    |        | 18  | 2      |
| 2007    | Honda Racing F1 Team    | Honda RA107   | Honda RA807E 2.4 V8     | AUS    | MAL    | BHR     | ESP    | MON    | CAN    | USA    | FRA    | GBR TC  | EUR    | HUN    | TUR    | ITA    | BEL    | JPN    | CHN    | BRA    |        |        | -   | -      |
| 2010    | Hispania Racing F1 Team | Hispania F110 | Cosworth CA2010 2.4 V8  | BHR    | AUS    | MAL     | CHN    | ESP TC | MON    | TUR    | CAN    | EUR TC  | GBR    | GER    | HUN    | BEL    | ITA    | SIN NF | JPN    | KOR    | BRA 22 | ABU 20 | 27  | 0      |